# التميات (زكزل)
التميات هي إحدى مشيخات المملكة المغربية، تتبع جغرافيا لإقليم بركان وإداريًا لزكزل. يقدر عدد سكانها بـ 4677 نسمة حسب الإحصاء الرسمي للسكان والسكنى لسنة 2004.